# Fontaine-sous-Montdidier
Fontaine-sous-Montdidier (picardisch: Fontainne-dsou-Montdidji) ist eine nordfranzösische Gemeinde mit 98 Einwohnern (Stand 1. Januar 2022) im Département Somme in der Region Hauts-de-France. Die Gemeinde liegt im Arrondissement Montdidier und gehört zum Kanton Roye.

## Geographie
Die Gemeinde erstreckt sich im Osten von den Höhen am rechten Ufer des Trois Doms über dieses Flüsschen hinaus weit nach Westen. Im Tal des Trois Doms wird das Gemeindegebiet von der Bahnstrecke von Amiens nach Montdidier durchschnitten. Das namensgebende Gemeindezentrum liegt unweit der Départementsstraße D26 von Montdidier nach Ailly-sur-Noye. Zu Fontaine gehören der Weiler Framicourt am Rand des Tals Trois Doms und die isolierten Gehöfte La Sole und Belle Assise im Westen. Im Süden erstreckt sich die Gemeinde bis über die Départementsstraße D930 (frühere Route nationale 30) hinaus.

## Geschichte
Die Gemeinde erhielt als Auszeichnung das Croix de guerre 1914–1918.

## Einwohner
| 1962 | 1968 | 1975 | 1982 | 1990 | 1999 | 2006 | 2010 |
| ---- | ---- | ---- | ---- | ---- | ---- | ---- | ---- |
| 122  | 98   | 89   | 88   | 94   | 119  | 123  | 121  |

## Verwaltung
Bürgermeister (maire) ist seit 2001 Dominique Fievez.	

## Sehenswürdigkeiten
- Das amerikanische Denkmal an der D26.
- Das Calan-Denkmal für den 1918 gefallenen Capitaine René de la Lande de Calan .